# ستيف فاولر
ستيف فاولر (بالإنجليزية: Steve Fuller) هو لاعب كرة قدم أمريكية أمريكي، ولد في 5 يناير 1957 في إنيد في الولايات المتحدة.

## وصلات خارجية
- ستيف فاولر على موقع مرجع كرة القدم المحترفة.كوم (الإنجليزية)